# Escola Pia de Catalunya
Escola Pia de Catalunya és la secció catalana dels escolapis, orde religiós fundat per Josep de Calassanç el 1597 a Roma. El 1638 el bisbe d'Urgell, Pau Duran, signà el decret pel qual dona llicència per a la fundació de l'Escola Pia a Guissona, però la guerra dels Segadors va fer que s'ajornés el projecte. Cinc escolapis napolitans s'establiren a Moià el 1683, gràcies als esforços del p. Agustí Passante i la voluntat de Mn. Jaume Boixó. El 1691 professà el primer religiós català, Sebastià Badia. S'obriren altres cases a Oliana (1690-1844), a Balaguer (1699-) i a Castellbò (1709-1718). Les escoles eren municipals, gratuïtes i amb preferència per les primeres lletres i l'aritmètica pràctica o comercial; però també s'ensenyava el llatí i la retòrica.
La Guerra de Successió obligà als religiosos italians a marxar de la Península i les cases quedaren a mans d'escolapis catalans i aragonesos. Es fundaren noves escoles a Puigcerdà (1728-1972), Igualada (1732-) i Mataró (1737-) i Solsona (1757-1837). Des del 1751 esdevingueren província autònoma de Roma, i des del 1775 celebraren exàmens públics que es conserven impresos. Alhora, el 1796 es va aprovar un Mètode Uniforme d'ensenyament per a tots els col·legis. També patiren els efectes de la Guerra Gran (1795) i de la Guerra del Francès (1808-1814). El P. Jaume Vada publicà un poema en català el 1802, La Fama en lo Parnàs i el 1810 enardí els mataronins amb un famós sermó contra els francesos en català a l'església de Santa Anna de la capital del Maresme.
Durant el segle xix fundaren els col·legis de Sant Antoni a Barcelona (1815-), el de Sabadell (1818-) i el de Calella (1819-), es publicaren llibres escolars i es creà una editorial o distribuïdora escolar. Aconseguiren que no els tanquessin les escoles durant el Trienni Liberal (1820-1823) i la desamortització de 1835. Les Corts espanyoles aprovaren la restauració de l'Escola Pia a Espanya el 1845, però quedant subjecte en qüestions d'ensenyament a les lleis de l'Estat. Això facilità l'expansió de l'orde, que fundà noves escoles a Olot (1858-), Reus (1858-1870), Terrassa (1864), Vilanova i la Geltrú (1877-), Tàrrega (1884-), Palma (1893-1904), Valls (1893-1905), Castellar del Vallès (1896-1939), Terrassa (1901-), Caldes de Montbui (1909-), Alella (1916), Granollers i Sitges (1933).
A Barcelona, a part del col·legi de Sant Antoni abans esmentat, es fundaren tres centres més: Calassanci (1893), Sarrià (1894) i Balmes (1899), a part d'altres cases de breu durada.
Durant la Setmana Tràgica fou cremada l'escola de Sant Antoni. Durant la Segona República Espanyola van aconseguir mantenir les escoles obertes, però durant la guerra civil espanyola van haver de tancar-les; 71 religiosos varen ser assassinats, molts empresonats, altres aconseguiren exiliar-se. Després de la guerra aconseguiren reobrir-les i fundaren noves escoles a Wad Ras (1949-51), el Camp de l'Arpa (1963-80), i la Mina-Camp de la Bota (1963-72). A la fi del franquisme adoptaren el català com a llengua normal i pròpia en l'ensenyament i la coeducació de sexes. El 1983 van rebre la Creu de Sant Jordi de la Generalitat de Catalunya.